# Marla (South Australia)
Marla ist ein kleiner Ort mit 100 Einwohnern in South Australia. Der Ort liegt 400 Kilometer von Alice Springs entfernt. Er kann auf dem Stuart Highway oder mit Flugzeugen auf einer Landepiste erreicht werden. Marla liegt an der Central Australian Railway. Der Fernreisezug Ghan hält zweimal pro Woche nur auf der Fahrt nach Norden für zwei Stunden.
Die Siedlung wird häufig als Zwischenstation zum Übernachten auf dem Weg zum Uluru (Ayers Rock) oder nach Alice Springs genutzt. Marla kann von Coober Pedy auf dem Stuart Highway oder von Oodnadatta im Outback auf dem Oodnadatta Track erreicht werden.

## Bildergalerie

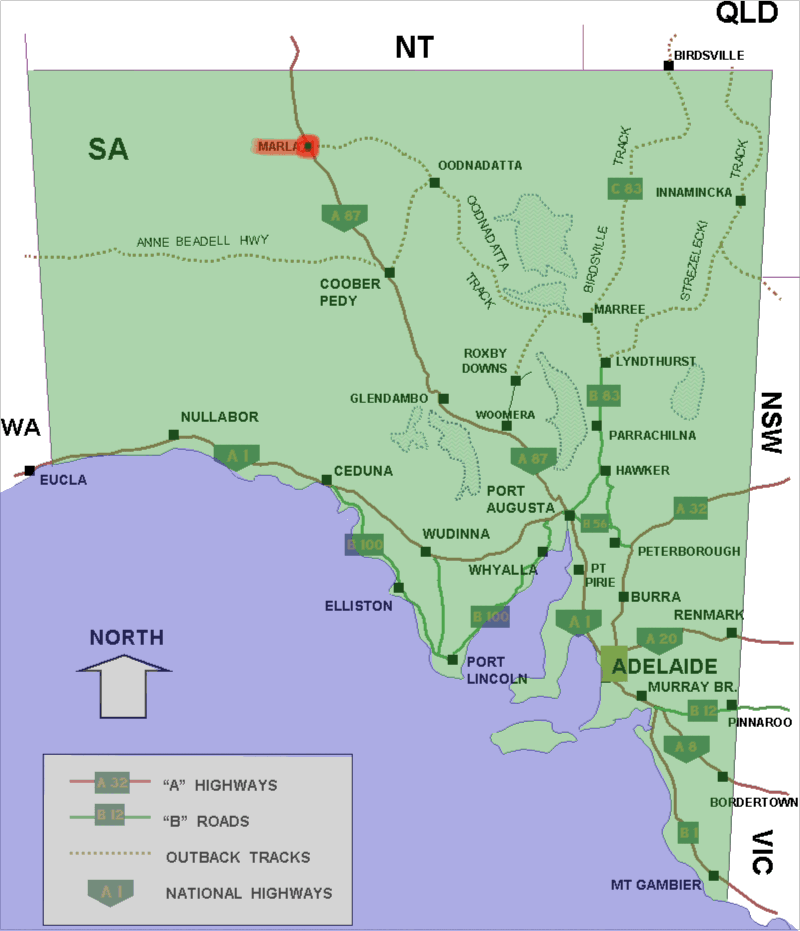
Karte
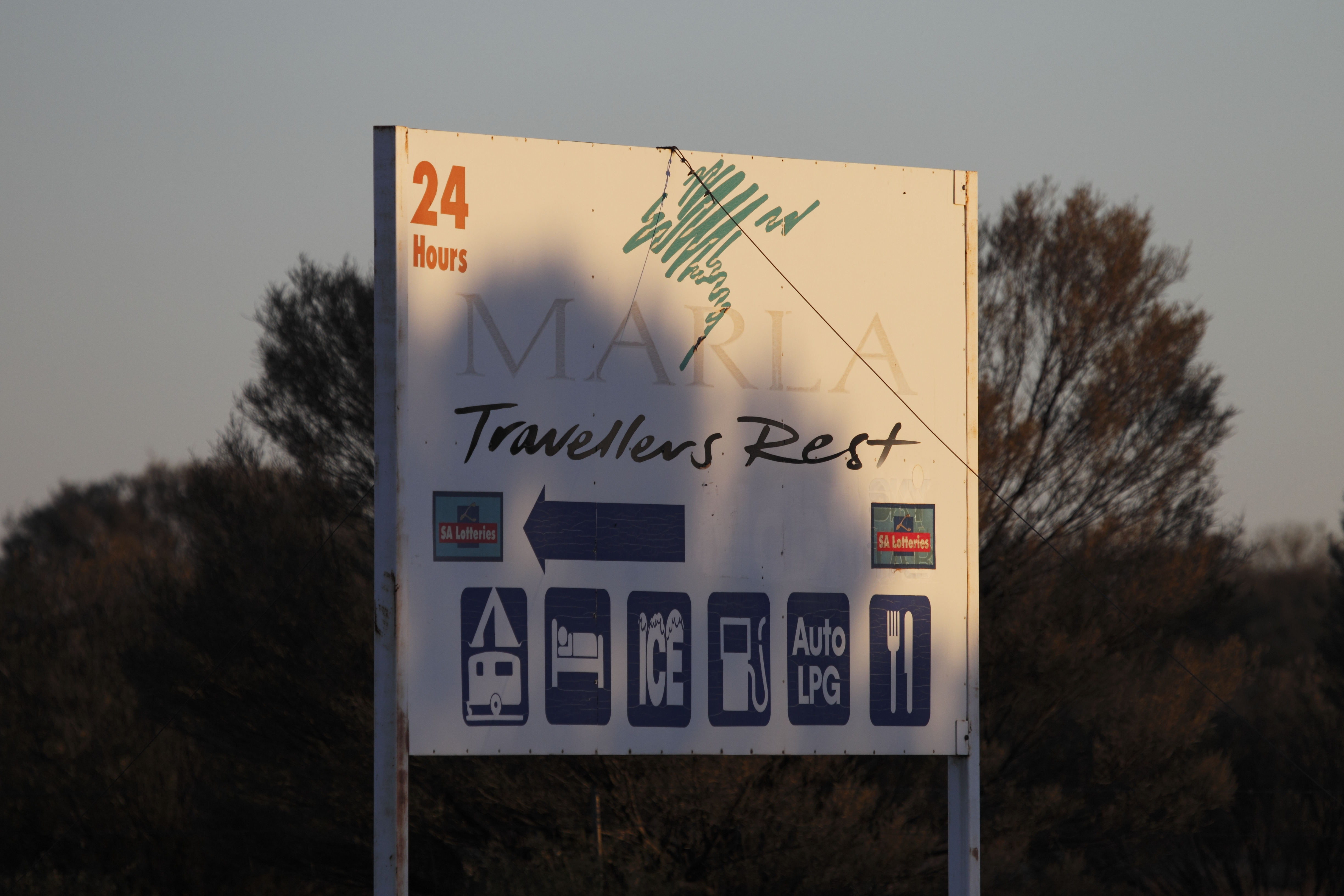
Travellers Rest in Marla (2014)
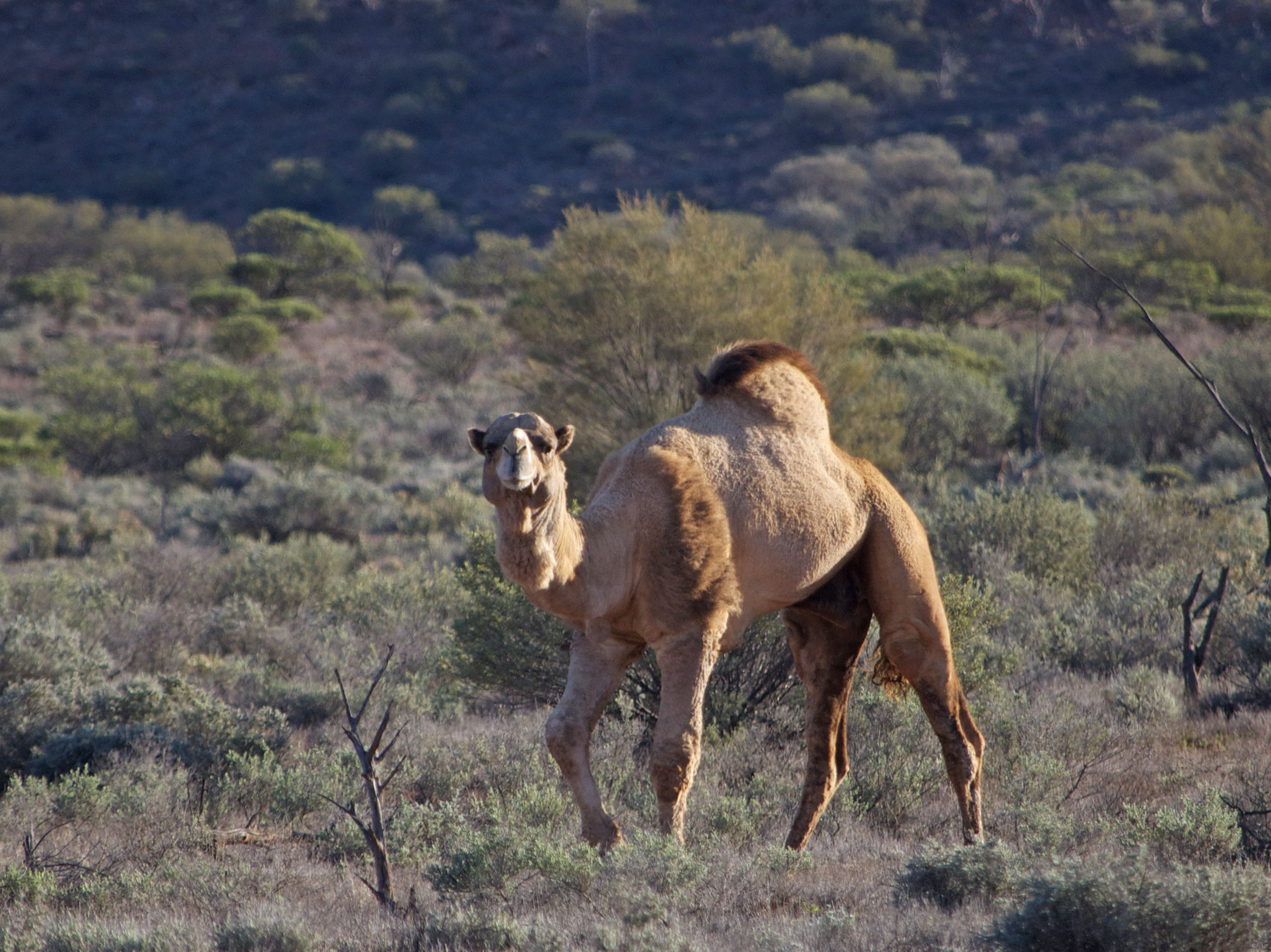
Wildes Kamel (2015)
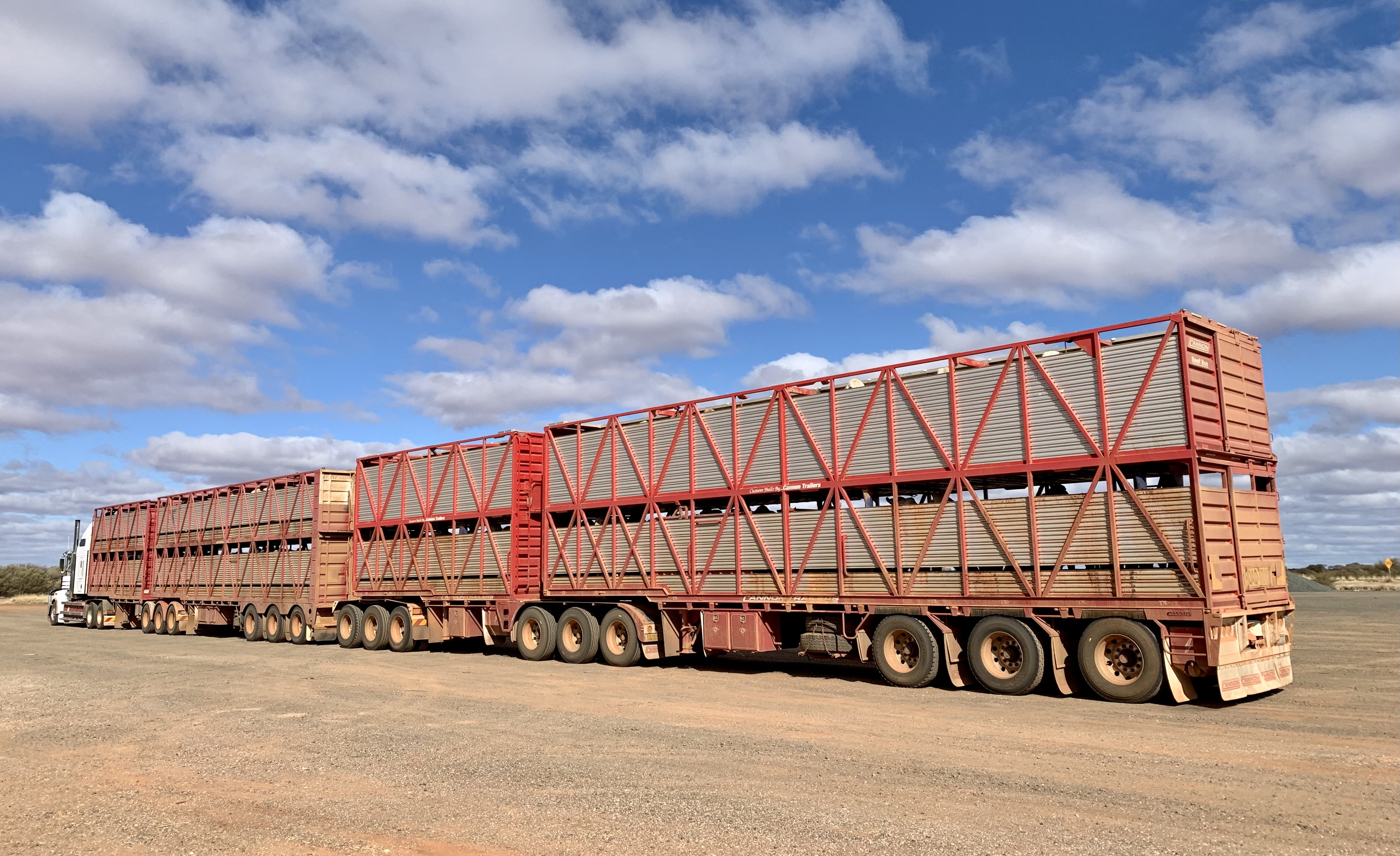
Road Train in Marla (2021)